# ENFJ
Cet article concerne un type psychologique de la classification Myers-Briggs. Pour le type socionique ENFj, voir Socionique.
ENFJ (acronyme des mots anglais « extraversion, intuition, feeling, judgment », signifiant extraversion, intuition, sentiment,  jugement) est une abréviation utilisée dans le cadre du Myers-Briggs Type Indicator (MBTI) pour désigner l'un des seize types psychologiques définis par ce test. Il est l'un des quatre types appartenant au tempérament Idéaliste.
Les ENFJ forment un des types de personnalité des plus rares, constituant environ 2 % de la population. Les ENFJ masculins sont la combinaison type-genre la moins commune pour les extravertis (avec les ENTJ féminins).

## Préférences du ENFJ
- E — Extraversion préférée à l'introversion : les ENFJ aiment interagir avec les autres. Ils « gagnent » en l'énergie par le contact avec autrui, à la différence des introvertis qui en perdent dans les mêmes situations et ont besoin de solitude pour récupérer, et aiment posséder un large cercle de connaissances[3].
- N — Intuition préférée à la sensation : les ENFJ sont davantage abstraits que concrets. Ils concentrent leur attention sur l'image globale d'une chose ou d'une situation plutôt que sur ses détails, sur le contexte plutôt que sur la chose en elle-même, sur les possibilités futures plutôt que sur les réalités immédiates[4].
- F — Sentiment (en anglais : Feeling) préféré à la pensée : les ENFJ valorisent davantage les considérations subjectives ou personnelles que les critères impersonnels et objectifs. Lorsqu'ils prennent des décisions, ils accordent un poids plus grand à des considérations sociales qu'à la logique[5].
- J — Jugement, préféré à la perception : les ENFJ planifient leurs activités et prennent des décisions rapidement. Leur tendance à prédire les probabilités d'une situation future suscite chez eux un certain self-control, qui peut sembler limitatif aux yeux des types préférant la perception[6].

## Caractéristiques

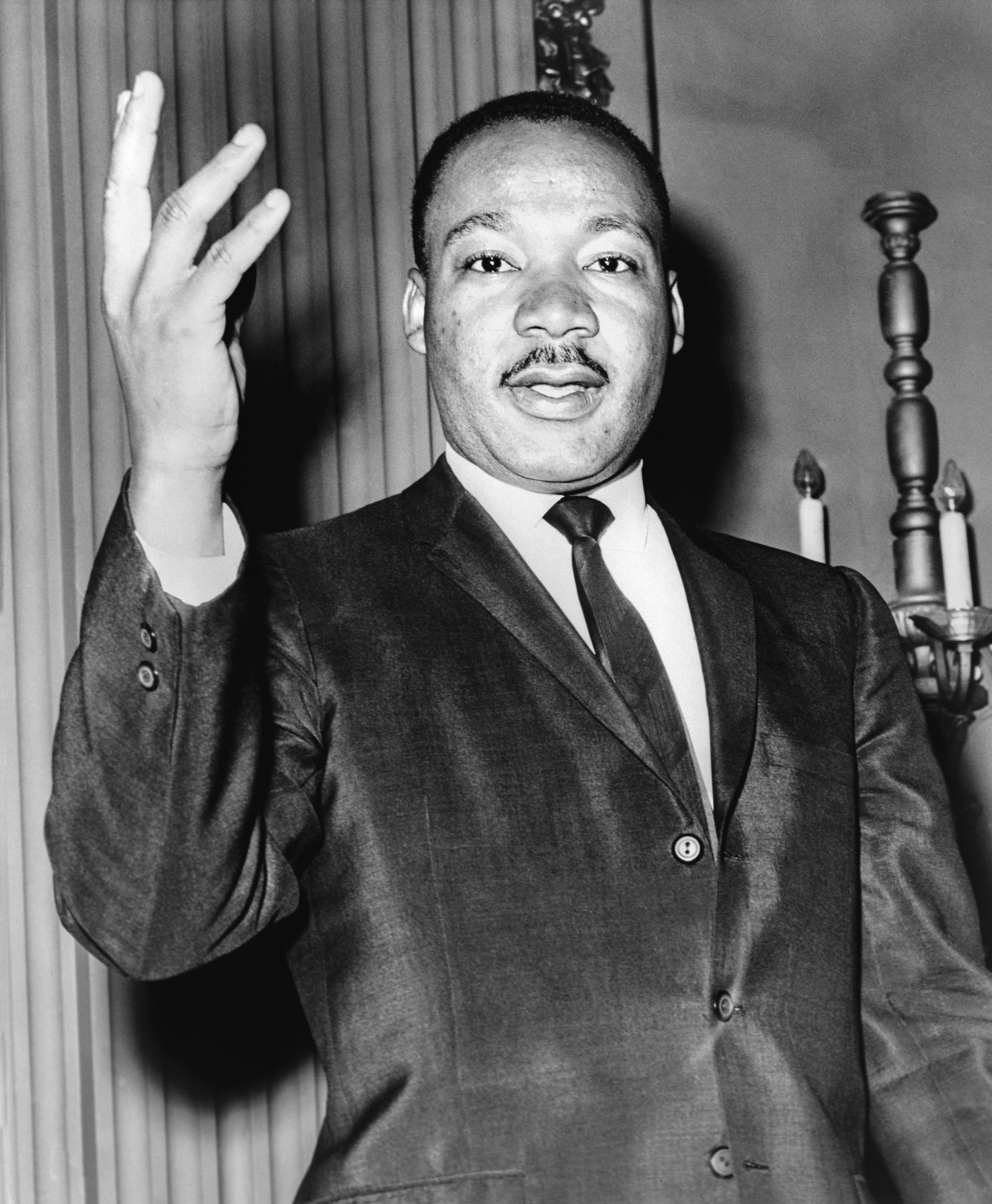
Le psychologue David Keirsey a identifié Martin Luther King comme ENFJ. Cependant, si l'on suit les règles du MBTI, seul le passage du test permet d'identifier avec certitude un type de personnalité.

D'une manière générale, les types extravertis et sentimentaux recherchent continuellement l'harmonie dans leurs relations avec d'autres personnes et dans les valeurs collectives du groupe auquel ils appartiennent. Ils excellent à se mettre au diapason d'une situation et à agir en conséquence, pour rendre chaleureux des rapports plutôt froids et rendre l'aigre plus doux. Curieux des autres autant que médiateurs, ils cherchent naturellement à savoir ce que les gens font de mieux, ce qu'ils aiment, où et comment ils travaillent. Ils semblent connaître une infinité de personnes, dans tous les domaines de leur vie, et sont constamment à la recherche de gens qu'ils peuvent aider ou qui peuvent les aider. Les ENFJ tissent et renforcent la fabrication collective de conventions sociales et d'interactions. De leur point de vue, tout le monde est important et ils sont particulièrement sensibles à ceux qui sont exclus.
Les ENFJ se concentrent sur les autres, sont contents lorsque les gens qui les entourent sont heureux, et troublés lorsque quelque chose leur manque. Ils tendent à encourager spontanément et à exprimer de la gratitude envers ceux qu'ils apprécient. Ils prennent note de ce qui est fait et de ce qui reste à faire, en offrant leur aide lorsque nécessaire.
Les ENFJ aiment organiser des activités de groupe et prennent leurs engagements au sérieux. De manière générale, ils sont fiables et n'aiment pas décevoir les autres. Comme joueurs en équipe ou chefs de projet, les ENFJ ont un certain talent pour rallier leurs collaborateurs à leur cause, en se concentrant sur ce qui doit être fait et sur les qualités de chaque membre du groupe. Loyaux eux-mêmes, ils attendent des autres la même loyauté. Ils sont à l'aise dans la conversation, se trouvent des intérêts communs avec leur interlocuteur. Les ENFJ tendent à trouver la manière la plus correcte et la plus gracieuse de répondre à n'importe quelle situation, quelle que soit son inconfort ou la tension qui y règne.
Les types ayant pour fonction dominante le sentiment extraverti (et c'est le cas pour les ENFJ) peuvent s'identifier à une gamme de valeurs très large, pour la seule raison que les valeurs partagées sont ce qui génère principalement de l'harmonie au sein d'un groupe. Certains professeront l'importance de la logique, de la justice ou encore des débats d'interprétation parce que l'environnement dans lequel ils vivent partage de telles valeurs. Ainsi, les ENFJ tendent à adopter les valeurs collectives les plus fortes au sein de leur groupe.

## Fonctions cognitives
D'après les développements les plus récents, les fonctions cognitives des ENFJ s'articulent comme suit:
DominanteSentiment extraverti (Fe)
Le sentiment extraverti recherche le lien social et créé d'harmonieuses interactions par un comportement poli et adapté. Il répond aux désirs explicites (et implicites) des autres, ce qui peut donner lieu à un conflit interne entre les propres besoins du sujet et le désir de satisfaire ou de comprendre ceux des autres.
AuxiliaireIntuition introvertie (Ni)
Attirée par des dispositifs ou actions symboliques, l'intuition introvertie opère la synthèse de couples de contraires pour créer dans l'esprit des images neuves. De ces réalisations provient une certaine forme de certitude, qui demande des actions ou des expériences pour nourrir une éventuelle vision de l'avenir ; de telles réalisations peuvent inclure des systèmes complexes ou des vérités universelles.
TertiaireSensation extravertie (Se)
La sensation extravertie se concentre sur les expériences et les sensations du monde physique et immédiat. Pourvue d'une conscience aigüe de ce qui entoure l'individu, elle lui apporte des faits et des détails pouvant constituer le moteur d'actions spontanées.
InférieurePensée introvertie (Ti)
La pensée introvertie recherche la précision, par exemple celle du mot juste pour exprimer une idée avec exactitude. Elle remarque les menues distinctions qui définissent l'essence des choses, puis les analyse et en opère la classification. La pensée introvertie examine une situation sous tous les aspects, cherche à résoudre des problèmes avec le minimum d'efforts et de risques. Elle recourt à des modèles pour remédier aux flottements et inconsistances du raisonnement logique.

### Fonctions secondaires
D'après les développements les plus récents, notamment les travaux de Linda V. Berens, ces quatre fonctions additionnelles ne sont pas celles auxquelles les ENFJ tendent naturellement, mais peuvent émerger en situation de stress. Pour les ENFJ, ces fonctions s'articulent comme suit :
- Sentiment introverti (Fi): Le sentiment introverti filtre les informations à partir de jugements de valeurs, et forme ces jugements à partir de critères souvent intangibles. Il balance constamment entre deux impératifs différents, tels que le désir d'harmonie et celui d'authenticité. Adapté aux distinctions subtiles, le sentiment introverti sent instinctivement ce qui est vrai ou faux dans une situation donnée[14].
- Intuition extravertie (Ne): L'intuition extravertie trouve et interprète le sens caché d'un objet, d'un propos ou d'une situation, raisonnant à partir de la question "et si...?" pour explorer d'éventuelles alternatives et faire coexister de multiples possibilités. Ce jeu de l'imagination tisse la toile de l'expérience et d'une certaine perspicacité pour former un nouveau schéma d'ensemble, qui peut devenir un catalyseur pour l'action[15].
- Sensation introvertie (Si): La sensation introvertie collecte les données du moment présent et les compare avec celles des expériences passés. Ce processus fait remonter à la surface des sentiments associés à des souvenirs que le sujet revit en se les remémorant. Cherchant à protéger ce qui lui est familier, la sensation introvertie identifie dans l'histoire des buts et des attentes en vue d'évènements futurs[16].
- Pensée extravertie (Te): La pensée extravertie organise et planifie les idées pour assurer une poursuite efficace et productive d'objectifs donnés. Elle cherche des explications logiques aux actions, évènements et conclusions, et y identifie de possibles erreurs ou sophismes[17].

## ENFJ célèbres
Bien que seul le passage du test MBTI permette d'identifier avec certitude un type de personnalité, plusieurs praticiens ont tenté de déterminer le type de certains personnages célèbres à partir d'éléments biographiques. Le psychologue américain David Keirsey a ainsi identifié de nombreux ENFJ célèbres.

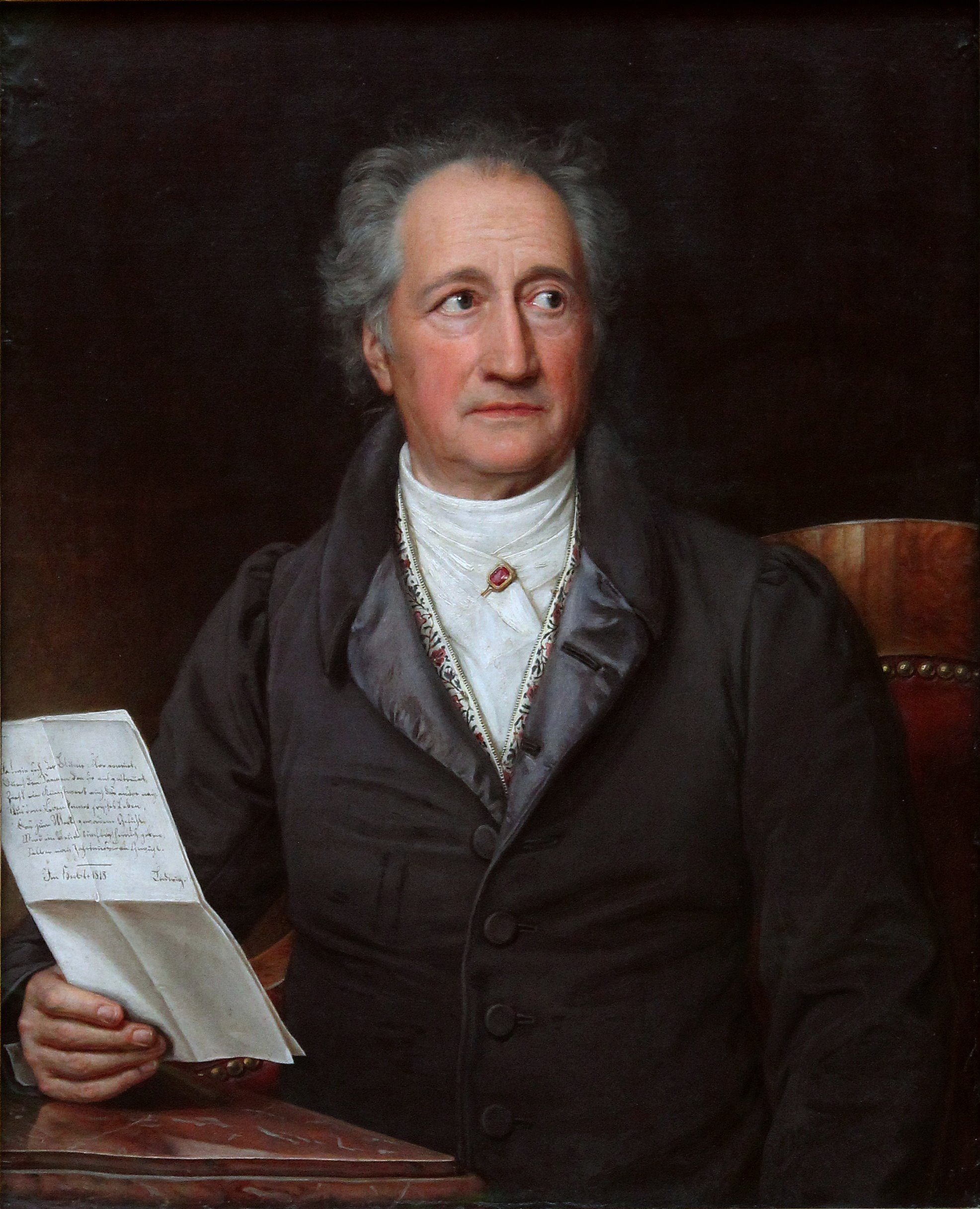
Johann von Goethe, écrivain et homme d'État allemand.
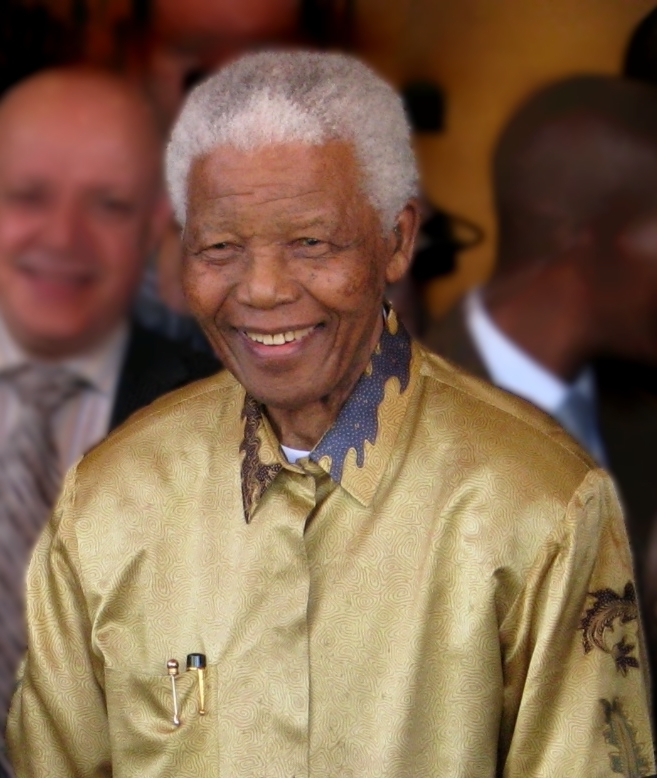
Nelson Mandela, militant anti-apartheid et homme d'État sud-africain
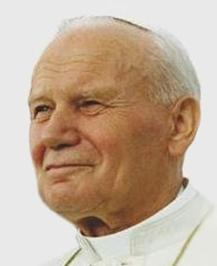
Jean-Paul II, prêtre polonais et pape de l'Église catholique.
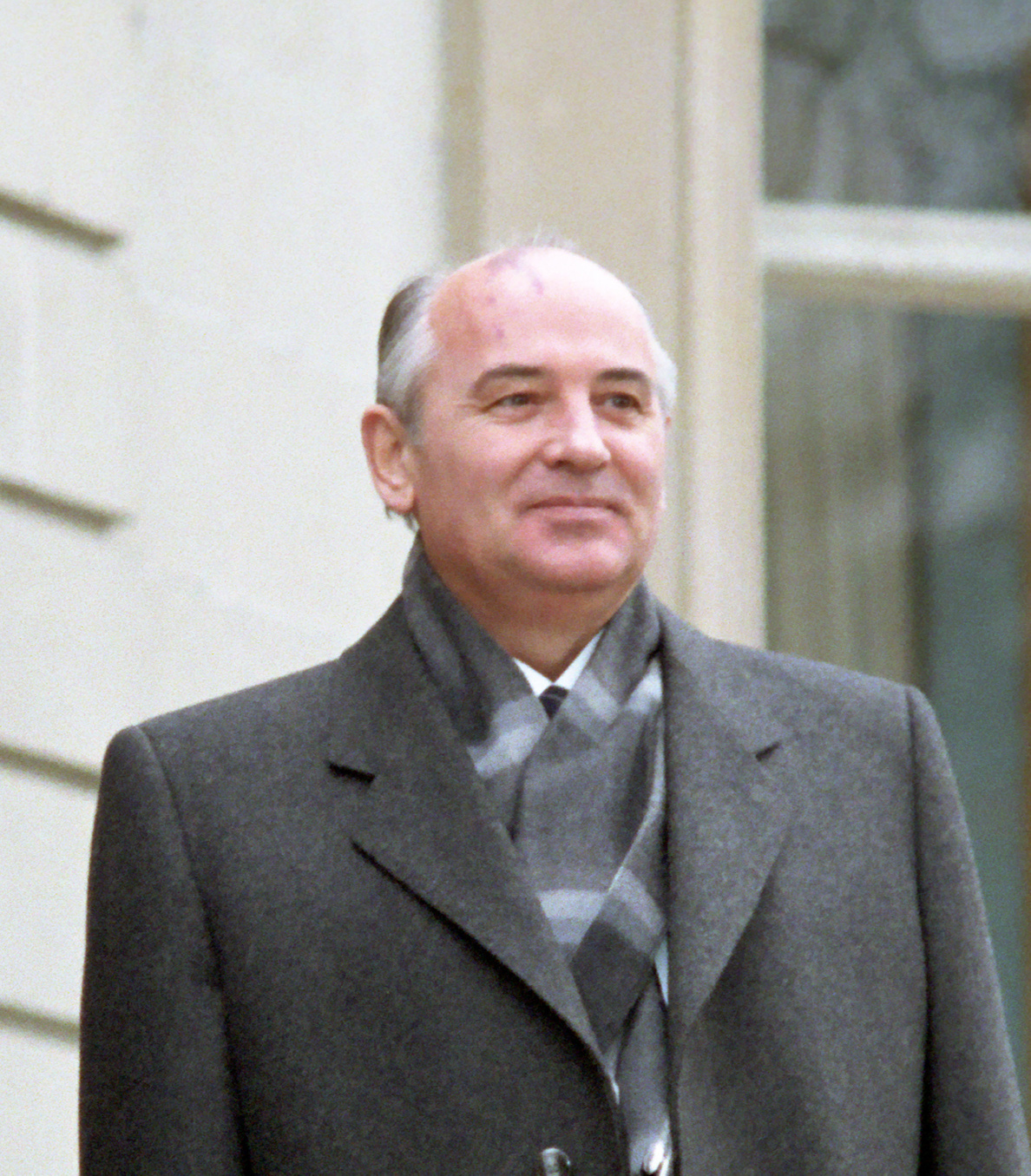
Mikhaïl Gorbatchev, Secrétaire général du PCUS.
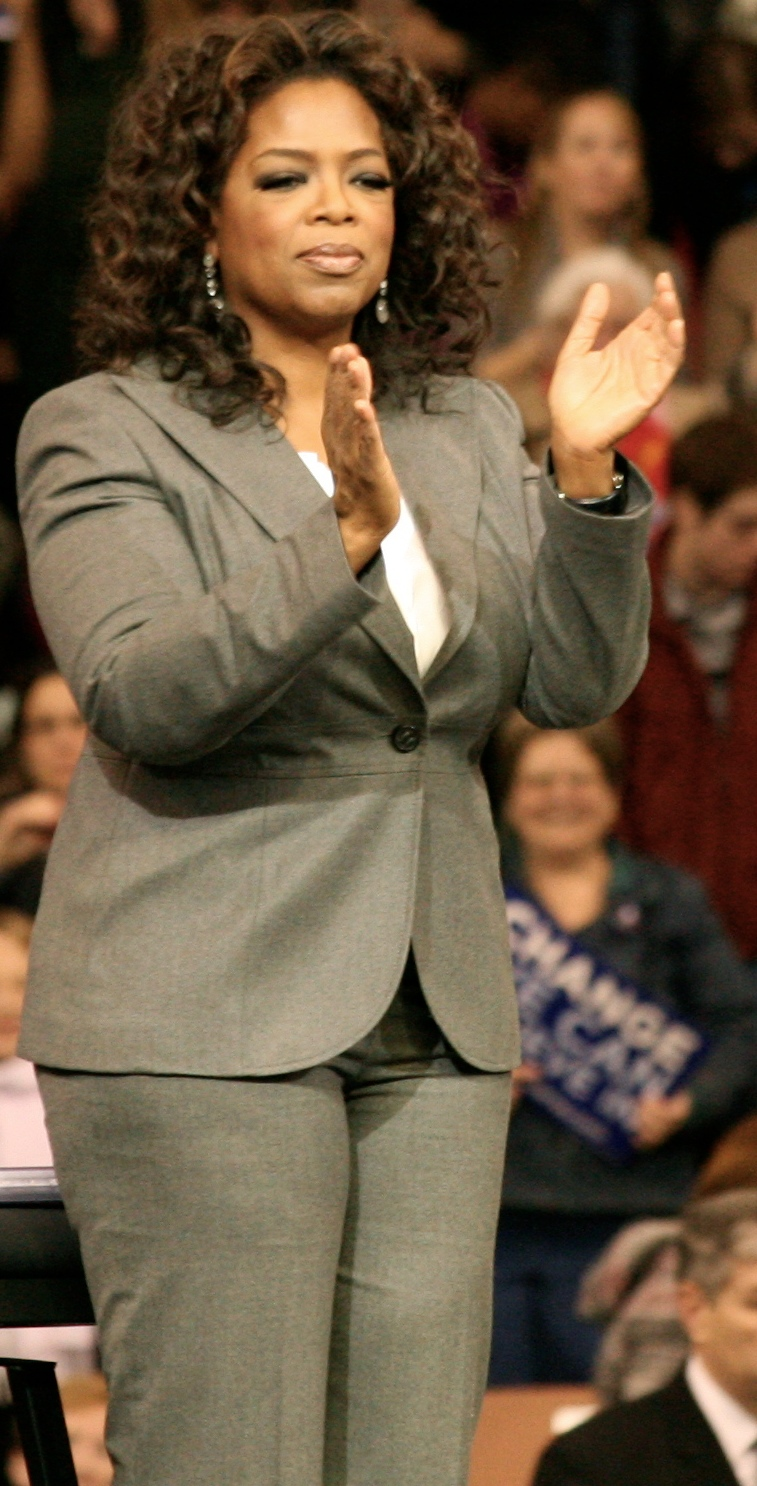
Oprah Winfrey, animatrice et productrice de télévision américaine.
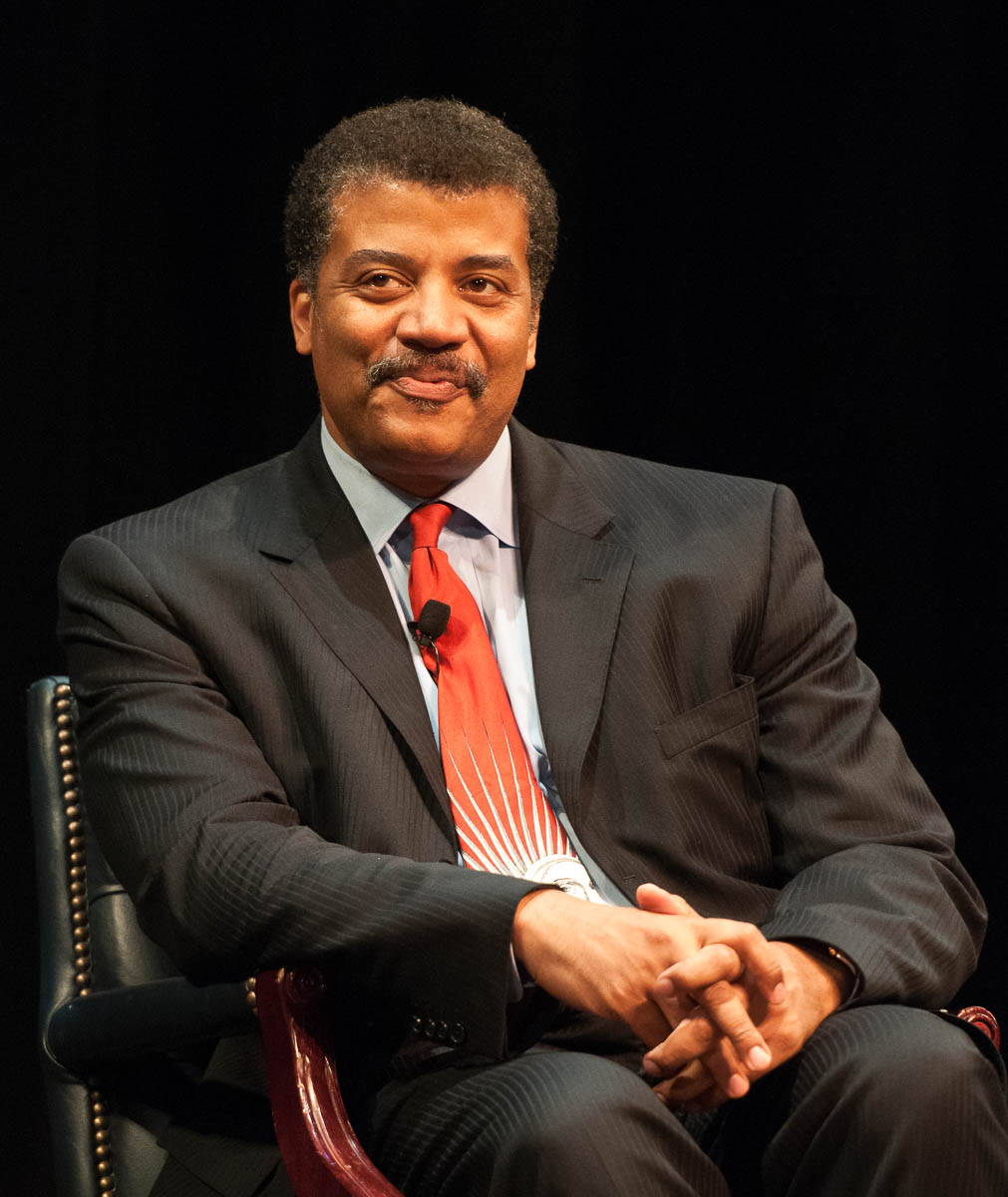
Neil deGrasse Tyson, astrophysicien américain, directeur du planétarium Hayden à New York.
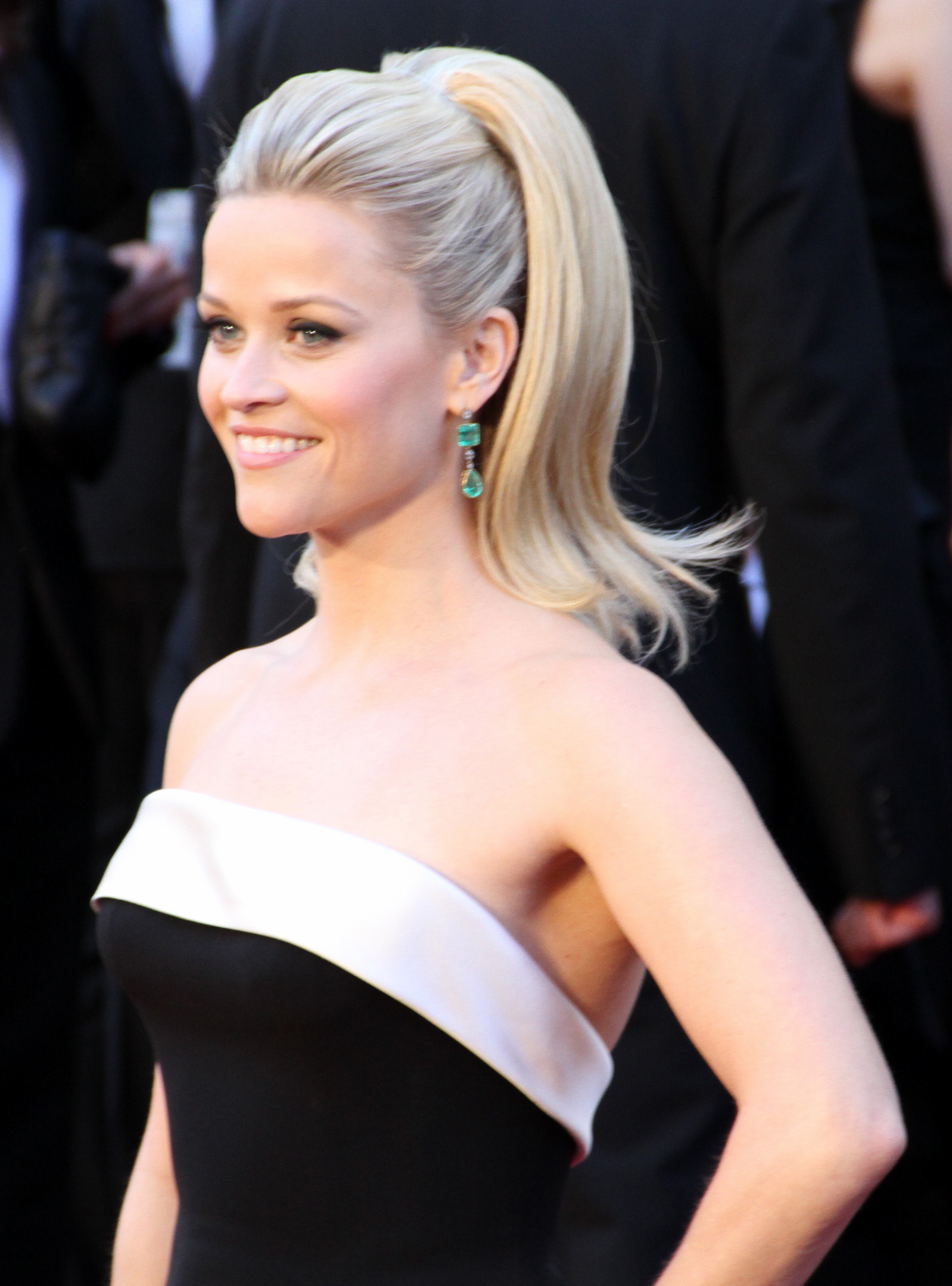
Reese Witherspoon, actrice, productrice et femme d'affaires américaine.
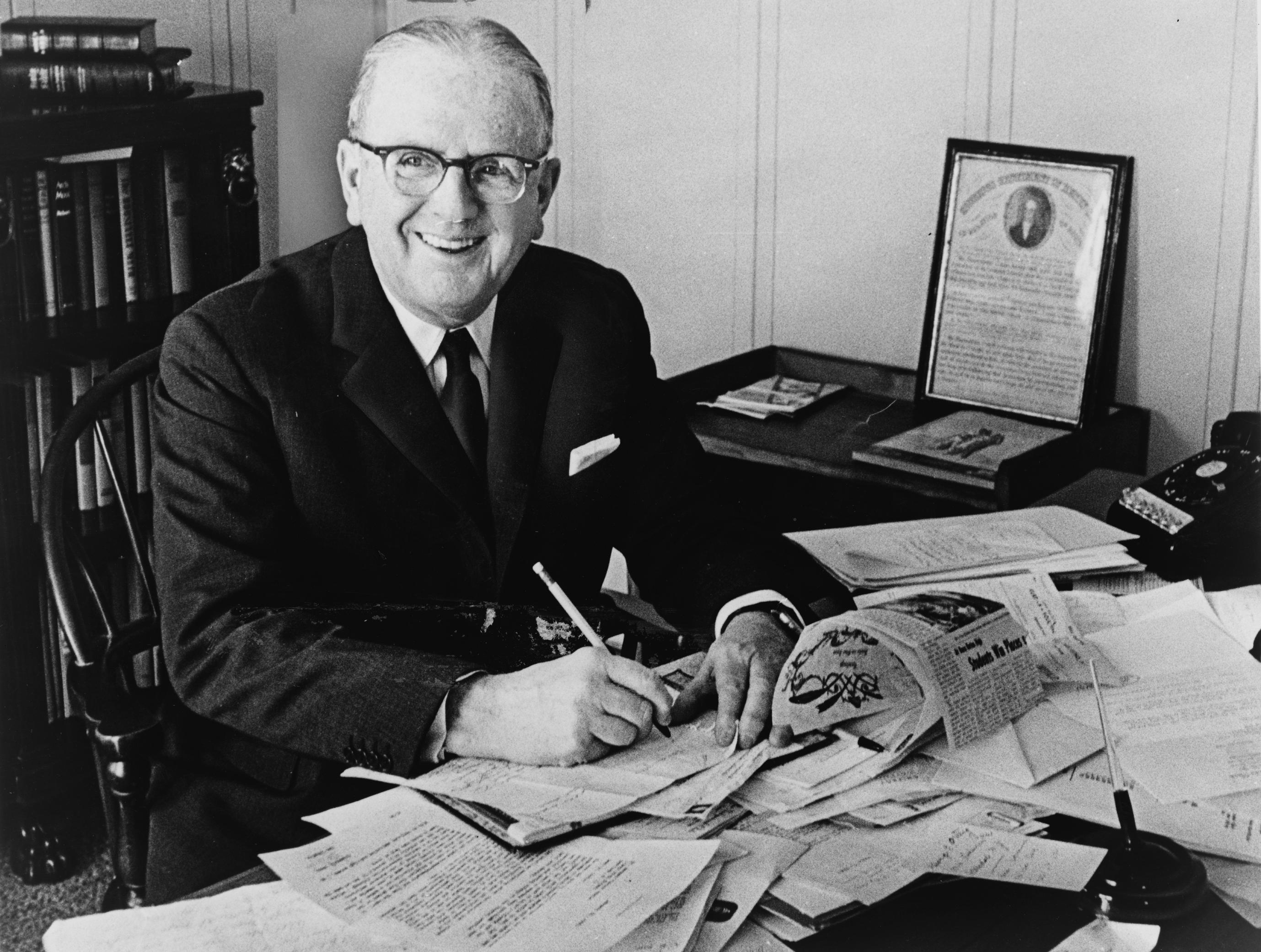
Norman Vincent Peale, pasteur chrétien et écrivain américain, spécialisé dans les questions psychologiques.